# Sansha
Sansha (chinesisch 三沙市, Pinyin Sānshā Shì) ist eine chinesische Stadt, die sich auf verschiedene Inseln und Atolle im Südchinesischen Meer verteilt. Mit ihrer Gründung will die VR China ihre Ansprüche in einem umstrittenen Gebiet unterstreichen.
Sie wurde am 24. Juli 2012 aus der „Dienststelle der Xisha-, Nansha- und Zhongsha-Inseln“, einem halboffiziellen Sondergebiet Chinas gebildet, das bis dahin der Kreisebene gleichgestellt war.
Sie ist die dritte bezirksfreie Stadt der chinesischen Provinz Hainan. Nach Haikou, Sanya und Zhoushan ist Sansha die vierte bezirksfreie Stadt Chinas, die ausschließlich auf Inseln liegt.

## Hintergrund
Es gibt zahlreiche Territorialkonflikte im Chinesischen Meer, in Sansha bündelt die VR China viele ihrer Gebietsansprüche im Südchinesischen Meer. Die entsprechenden minimalen Land- und überwiegenden Seegebiete sind umstrittenes Territorium mit im Detail sehr unterschiedlichen Gebietsansprüchen verschiedener Staaten (Republik China, Vietnam, Philippinen, Malaysia, Brunei).
Für die VR China ist „...Sansha kein unbedeutender Vorposten, sondern chinesisches Kernland. Jeder “Zweifel an Chinas Souveränität und Besitz„ in der Region oder jeglicher Versuch der Durchsetzung “illegaler Ansprüche„ sei unwirksam und zum Scheitern verurteilt“ (Zitat Süddeutsche Zeitung).
Mit der Schaffung von Verwaltungsbezirken und einer Stadt unterstreicht die VR China ihren Souveränitätsanspruch über die umstrittenen maritimen Gebiete.
Tatsächlich übt sie nur über einen Teil der Inseln die administrative Kontrolle aus.

## Stand
Sansha hat eine Landfläche von nur 13 km² auf einer Seefläche von über 2 Mio. km² und besteht nominell aus drei Inselgruppen, den Xisha- (Paracel-), Nansha- (Spratly-) und Zhongsha-Inseln. Von 444 Personen Wohnbevölkerung haben 242 Personen ihren ersten Wohnsitz in Sansha gemeldet (2010). Die Volksregierung der Stadt hat ihren Sitz auf Yongxing Dao (Woody-Insel). Bürgermeister und Sekretär des KPCh-Parteikomitees der Stadt ist seit ihrer Gründung Xiao Jie (肖杰). Seit 1990 gibt es einen Militärflughafen mit einer 2500 Meter langen Start- und Landebahn, inzwischen auch zwei Häfen und eine Meerwasser-Entsalzungsanlage.
Mitte April 2020 gab die VR China bekannt, Xisha und Nansha seien von nun an neue Verwaltungsbezirke der Stadt Sansha.
Zur Kontrolle über die verschiedenen Gebiete:
- Die Volksrepublik China und die Republik China beanspruchen die Inseln aller drei Inselgruppen. Beide dulden de facto die Kontrolle einzelner Inseln oder Inselgruppen durch die jeweils andere Seite.
- Die Xisha- und Zhongsha-Inseln stehen vollständig unter Kontrolle der Volksrepublik China.
- Die Xisha- und die Nansha-Inseln werden komplett von Vietnam beansprucht.
- Huangyan Dao (Scarborough-Riff), die einzige nennenswerte Erhebung der Zhongsha-Inseln über den Meeresspiegel (ca. 2 ha Fläche bei Ebbe, gut 3 m² bei Flut) wird von den Philippinen beansprucht.
- Die VR China kontrolliert neun der weit über 100 Nansha-Inseln (darunter Meiji Jiao), die Republik China kontrolliert zwei (darunter die größte, Taiping Dao).
- Die Philippinen, Malaysia und Brunei beanspruchen jeweils einen Teil der Nansha-Inseln. Bis auf Brunei üben alle Beteiligten auch die Kontrolle über einige Inseln aus.

## Administrative Gliederung
Die bezirksfreie Stadt Sansha hat bisher keine Kreisebene errichtet. Auf Gemeindeebene unterstehen Sansha ein Arbeits- und Verwaltungskomitee und zwei sogenannte „hypothetische Großgemeinden“ (虚拟镇). Eine dritte (Yongxing Dao 永兴岛虚拟镇) wurde bereits wieder aufgelöst und ihre vier Dörfer und eine Einwohnergemeinschaft der Stadtregierung direkt unterstellt. Damit ist Sansha die einzige bezirksfreie Stadt Chinas, der die Dorfebene teilweise direkt unterstellt ist, in der also zwei Verwaltungsebenen übersprungen wurden. Sansha gliedert sich in:
- direkt der Stadtregierung unterstellte Verwaltungseinheiten:
  - Einwohnergemeinschaft Yongxing (永兴社区), auf Yongxing Dao (Woody Island), Sitz der Stadtregierung;
  - Dorf Lingyang (羚羊村), auf Kuangzai Shazhou;
  - Dorf Qilianyu (七连屿村), auf Zhaoshu Dao (Tree Island);
  - Dorf Yagong (鸭公村), auf Yagong Dao (He Duck Island);
  - Dorf Yongxing (永兴村), auf Yongxing Dao (Woody Island);
- Arbeits- und Verwaltungskomitee Yongle Qundao (Crescent-Gruppe der Paracel-Inseln):
  - Einwohnergemeinschaft Yonglequndao (永乐群岛社区), auf Jinqing Dao;
  - Dorf Jinqing (晋卿村), auf Jinqing Dao;
- Hypothetische Großgemeinde Yongshu Jiao (永暑礁虚拟镇):
  - Hypothetische Einwohnergemeinschaft Yongshujiao (永暑礁虚拟社区), auf Yongshu Jiao (Fiery Cross);
  - Dorf Meiji (美济村), auf Meiji Jiao (Mischief-Riff);
- Hypothetische Großgemeinde Zhongsha-Inseln (中沙岛礁虚拟镇) mit (hypothetischem) Sitz auf Huangyan Dao (Scarborough-Riff).